# Çağlıyan, Osmangazi
Çağlıyan là một xã thuộc quận Osmangazi, tỉnh Bursa, Thổ Nhĩ Kỳ. Dân số thời điểm năm 2011 là 1.154 người.